# Neamblysomus julianae
Neamblysomus julianae — златокріт, ендемік ПАР. Він занесений до списку видів, що перебувають під загрозою зникнення, через втрату середовища існування та обмежений ареал. Златокроти — стародавня група ссавців, які живуть переважно під землею. Епонім Джуліани — це Джуліана Містер, дружина південноафриканського зоолога, який дав назву цьому виду.

## Опис
Вони мають блискучу золотисту шерсть із густого хутра та обтічний, безформний вигляд. У них немає видимих очей і вух; насправді вони сліпі — малі очі вкриті волохатою шкірою. Вуха малі й заховані в шерсті тварини. Златокріт Джуліани важить 21–75 г. Златокріт Джуліани добре пристосований для риття. У тварин міцні загартовані носи та гладкі округлі тіла, а також великі передні кігті, які найкраще підходять для копання землі, і перетинчасті ноги, які допомагають виштовхувати ґрунт, коли вони пробираються крізь субстрат.

## Екологія
Златокроти Джуліани — це поодинокі тварини, які живуть просто під поверхнею ґрунту, уздовж вивітрених скелястих хребтів з кварциту або граніту. Він також поширений у добре зрошуваних садах. Народжується зазвичай двоє дитинчат, іноді одне. Златокроти харчуються безхребетними, такими як комахи, дощові черв'яки та равлики. Їхні дитинчата народжуються в укритій травою порожнині в землі. Златокроти зазвичай риють свої тунелі прямо під поверхнею землі. Основна активність годування припадає на пізній обід і вночі. Вони демонструють заціпеніння щодня вранці та рано вдень. Цей тип кротів має дуже особливі вимоги до свого середовища існування, і йому, як правило, потрібні ділянки з хорошим деревним покривом разом із твердим зернистим/піщаним ґрунтом, який добре дренує. Оскільки для цього виду потрібні дуже особливі регіони існування, це сприяє великому розриву між популяціями та потребі в збереженні цього виду. Златокрота Джуліани дуже важко знайти, оскільки він проводить більшу частину часу під землею, а їхні тунелі важко побачити, окрім кількох отворів, які вони створюють під час літніх дощових сезонів. Це ускладнює збір необхідної інформації про цей вид, і в даний час про златокрота Джуліани мало що відомо.